# Särkijoki (vattendrag i Finland, Lappland, lat 66,03, long 28,60)
Särkijoki är ett vattendrag i Finland.   Det ligger i landskapet Lappland, i den nordöstra delen av landet, 700 km norr om huvudstaden Helsingfors.